# Voznesenskij rajon (Oblast' di Nižnij Novgorod)
Il Voznesenskij raion (in russo Вознесенский район?) è un rajon dell'Oblast' di Nižnij Novgorod, nella Russia europea; il capoluogo è Voznesenskoe.